# Дисконт-центр
Дисконт-центр — магазин, где распродается то, что называется словом «сток» : складские остатки, нераспроданные партии товаров. В качестве объекта могут выступать любые вещи: одежда, обувь, бытовая техника и так далее.

## Причины появления в России
В России необходимость в стоковых магазинах появилась после августовского кризиса 1998 года. Появилось огромное количество нераспроданных остатков. Пострадали:
- иностранные производители дорогой одежды, поставляющие её российским партнёрам;
- российские производители;
- розничные торговые структуры: «средний класс» (основные их покупатели) — исчезли;
- оптовые компании.

Кроме того, большое количество товара оказалось у тех структур, которые давали деньги под залог товаров, находившихся в обороте или на складе. Когда случился кризис, и обязательства заемщиками не были выполнены, банки остались без денег, но с огромными партиями конфискованных товаров .
На западе формат «стоковой торговли» действует достаточно давно, проблема была лишь в том, чтобы перенести эту практику в Россию.